# Ondreville-sur-Essonne
Ondreville-sur-Essonne é uma comuna francesa na região administrativa do Centro, no departamento Loiret. Estende-se por uma área de 6,5 km². Em 2010 a comuna tinha 408 habitantes (densidade: 62,8 hab./km²).